# Dawei

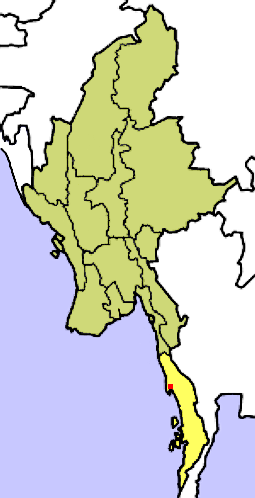
Mapa de Mianmar com a localização de Dawei.

Dawei (ou Tavoy) é uma cidade no sudeste de Mianmar, capital da divisão de Tenassarim, situada a  aproximadamente 614,3 quilômetros ao sul de Yangon. População: 139.900 habitantes (censo de 2004).